# Comuna Drăghiceni, Olt
Drăghiceni este o comună în județul Olt, Oltenia, România, formată din satele Drăghiceni (reședința), Grozăvești și Liiceni.

## Demografie
Componența etnică a comunei Drăghiceni
     Români (94,92%)
     Alte etnii (5,08%)
Componența confesională a comunei Drăghiceni
     Ortodocși (94,8%)
     Alte religii (0%)
     Necunoscută (5,2%)
Conform recensământului efectuat în 2021, populația comunei Drăghiceni se ridică la 1.713 locuitori, în scădere față de recensământul anterior din 2011, când fuseseră înregistrați 1.828 de locuitori. Majoritatea locuitorilor sunt români (94,92%). Din punct de vedere confesional, majoritatea locuitorilor sunt ortodocși (94,8%), iar pentru 5,2% nu se cunoaște apartenența confesională.

## Politică și administrație
Comuna Drăghiceni este administrată de un primar și un consiliu local compus din 11 consilieri. Primarul, Ovidiu-Florin Filip[*], de la Partidul Social Democrat, este în funcție din octombrie 2020. Începând cu alegerile locale din 2024, consiliul local are următoarea componență pe partide politice:
|  | Partid                          | Consilieri | Componența Consiliului | Componența Consiliului | Componența Consiliului | Componența Consiliului | Componența Consiliului | Componența Consiliului |
|  | ------------------------------- | ---------- | ---------------------- | ---------------------- | ---------------------- | ---------------------- | ---------------------- | ---------------------- |
|  | Partidul Social Democrat        | 6          |                        |                        |                        |                        |                        |                        |
|  | Partidul Național Liberal       | 4          |                        |                        |                        |                        |                        |                        |
|  | Alianța pentru Unirea Românilor | 1          |                        |                        |                        |                        |                        |                        |